# Divize B 1996/1997
V soubojích 32. ročníku České divize B 1996/97 se utkalo 16 týmů dvoukolovým systémem podzim–jaro. Tento ročník začal v srpnu 1996 a skončil v červnu 1997.

## Kluby podle přeborů
- Severočeský (8): FK Tatran Kadaň, Slovan Varnsdorf, FK Český lev Neštěmice, FK VTJ Teplice "B", Chemopetrol Litvínov, SK Sokol Brozany, FK Slavoj Žatec, SK Roudnice nad Labem
- Středočeský (2): FK Kaučuk Kralupy nad Vltavou, TJ KŽ Králův Dvůr
- Pražský (2): SK Aritma Praha, SK Motorlet Praha
- Západočeský (4): Slavia Karlovy Vary, SK Plzeň 1894, Dynamo ZČE Plzeň, FC Viktoria Mariánské Lázně

## Výsledná tabulka
| Poř. | Tým                           | Z  | V  | R | P  | VG | OG | B  |
| ---- | ----------------------------- | -- | -- | - | -- | -- | -- | -- |
| 1.   | FK Kaučuk Kralupy nad Vltavou | 30 | 24 | 5 | 1  | 71 | 15 | 77 |
| 2.   | FK Tatran Kadaň               | 30 | 19 | 4 | 7  | 57 | 25 | 61 |
| 3.   | Slovan Varnsdorf              | 30 | 16 | 6 | 8  | 55 | 30 | 54 |
| 4.   | FK Český lev Neštěmice        | 30 | 15 | 6 | 9  | 53 | 36 | 51 |
| 5.   | FK VTJ Teplice "B"            | 30 | 13 | 7 | 10 | 42 | 32 | 46 |
| 6.   | Chemopetrol Litvínov          | 30 | 14 | 4 | 12 | 52 | 49 | 46 |
| 7.   | SK Sokol Brozany              | 30 | 12 | 5 | 13 | 41 | 38 | 41 |
| 8.   | AC Žatec                      | 30 | 11 | 7 | 12 | 40 | 36 | 40 |
| 9.   | SK Aritma Praha               | 30 | 11 | 9 | 10 | 46 | 42 | 39 |
| 10.  | SK Motorlet Praha             | 30 | 10 | 8 | 12 | 46 | 39 | 38 |
| 11.  | Slavia Karlovy Vary           | 30 | 10 | 8 | 12 | 30 | 29 | 38 |
| 12.  | SK Plzeň 1894                 | 30 | 11 | 1 | 18 | 33 | 71 | 34 |
| 13.  | SK Roudnice nad Labem         | 30 | 9  | 6 | 15 | 36 | 65 | 33 |
| 14.  | TJ KŽ Králův Dvůr             | 30 | 8  | 5 | 17 | 32 | 59 | 29 |
| 15.  | Dynamo ZČE Plzeň              | 30 | 7  | 6 | 17 | 28 | 58 | 27 |
| 16.  | FC Viktoria Mariánské Lázně   | 30 | 3  | 7 | 20 | 26 | 64 | 16 |

Poznámky:
- Z = Odehrané zápasy; V = Vítězství; R = Remízy; P = Prohry; VG = Vstřelené góly; OG = Obdržené góly; B = Body
- O pořadí klubů se stejným počtem bodů rozhodly vzájemné zápasy.

|  | Postup do ČFL 1997/98                           |
|  | Sestup do příslušného krajského přeboru 1997/98 |